# Chiesa di Santa Maria del Castello (Mesocco)
La chiesa di Santa Maria del Castello è un edificio religioso romanico che si trova a ridosso del castello altomedievale di Mesocco.

## Storia
La chiesa deriva forse da un precedente edificio costruito nell'XI secolo e dotato di un'unica navata, di forma rettangolare, e di una doppia abside, di forma semicircolare. Nel XIV secolo fu realizzato un arcosolio nella parte meridionale del campanile, mentre nel 1469 la facciata fu decorata con un San Cristoforo.  
Tra il 1459 e il 1469, i pittori Cristoforo e Nicolao da Seregno eseguirono la decorazione della navata settentrionale con un affresco organizzato in tre registri. In alto, la Salita di Gesù al Calvario e la Crocifissione; nel registro mediano, l'Adorazione dei Magi e una teoria di santi, tra cui vediamo san Michele che pesa le anime, san Bernardino da Siena, sant'Antonio Abate, san Pietro, san Martino che divide il mantello col mendicante e san Giorgio che lotta con il drago. In basso si trova il calendario dei mesi. 
Nel XVII secolo l'edificio fu modificato due volte: nel 1627 da Giovanni Battista Viscardi, che ampliò la navata, allargò le finestre e aggiunse il coro, e nel 1680 da un architetto ignoto, che aggiunse invece la sagrestia.

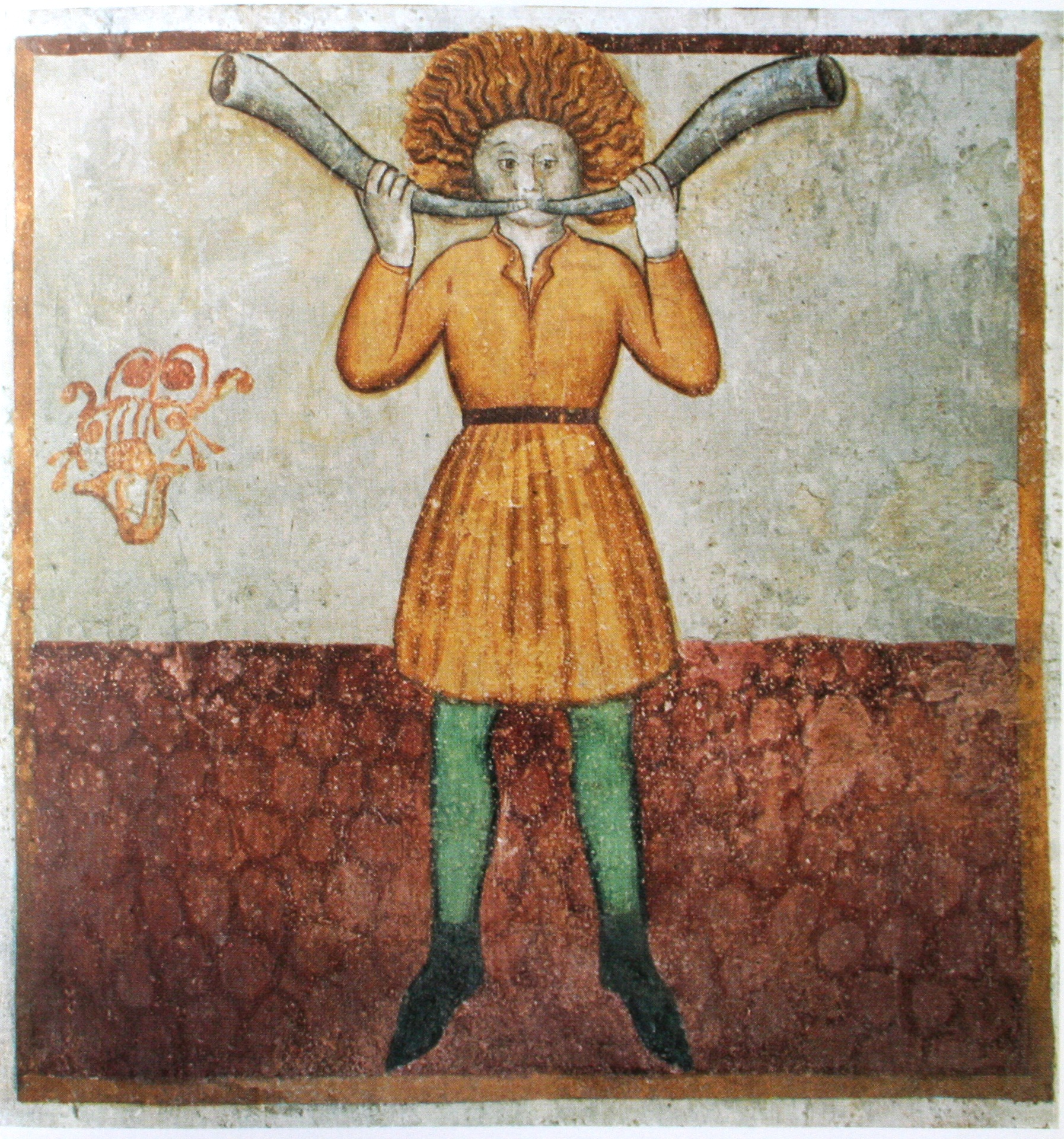
Il mese di marzo